# Matangi (hindouisme)

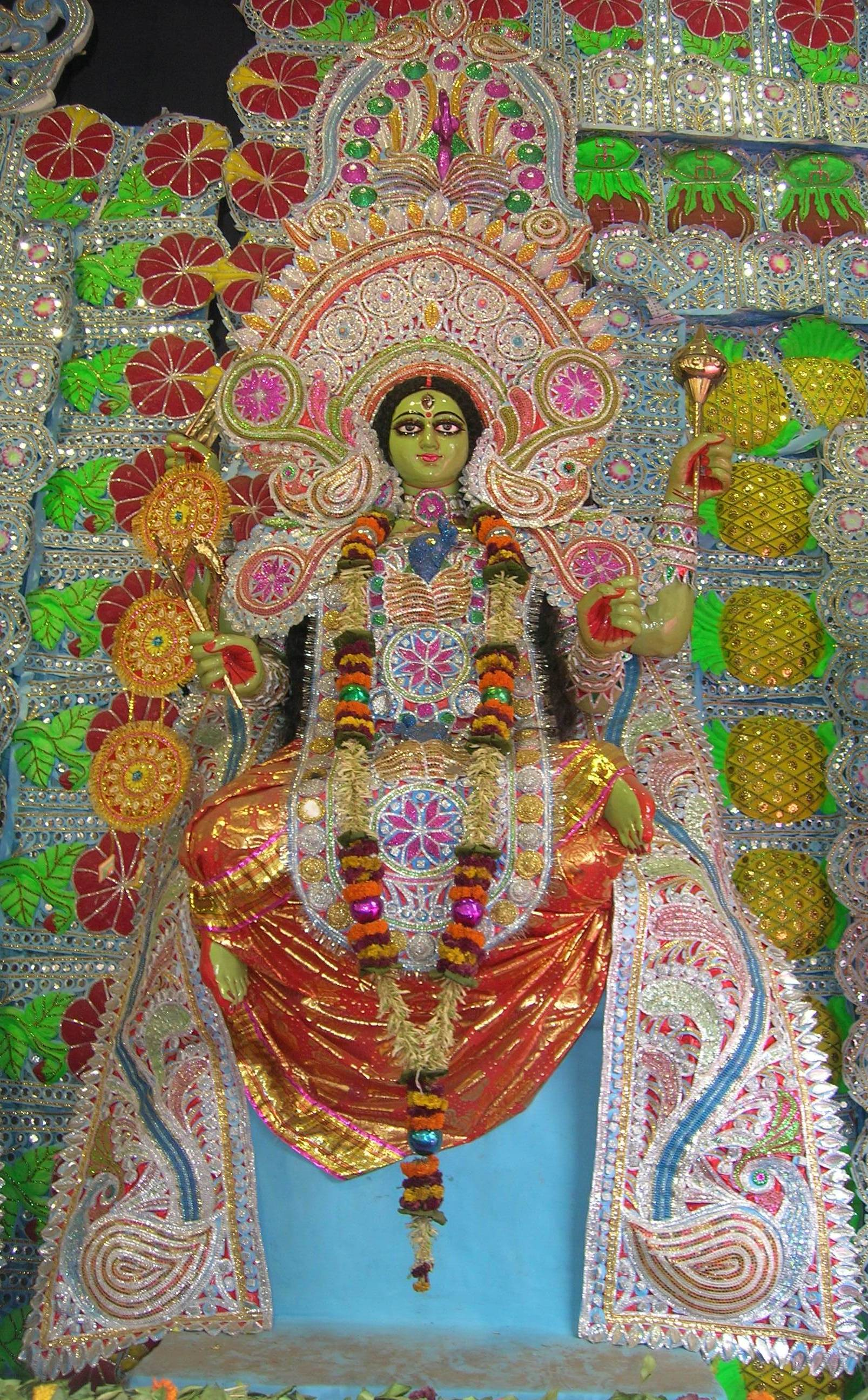
Matangi à Calcutta.

Matangi est une déesse de l'hindouisme qui fait partie des dix divinités de grande sagesse: les dasha Mahavidya. Elle est décrite comme une jeune demoiselle, à la peau verte ou bleue. Selon les légendes, elle est issue d'une famille d'intouchables, ou alors de la nourriture consommée par les dieux Shiva et Parvati, entre autres. Pour certains fidèles, Matangi est la déesse qui réussit à chasser la malchance, l'impureté de la vie.